# Wasa SK
Wasa SK – szwedzki klub szachowy z siedzibą w Sztokholmie, jedenastokrotny mistrz kraju.

## Historia
Klub został założony 14 stycznia 1917 roku w sztokholmskiej dzielnicy Vasastaden. W 1952 roku wygrał drugą edycję Division I. W najwyższej szwedzkiej klasie rozgrywkowej klub triumfował ponadto w latach 1956, 1963, 1968–1969, 1974 i 1987–1991. W sezonie 1989/1990 klub zadebiutował w Pucharze Europy. Klub wygrał wówczas mecze z Matinkylän SK i Univerzita Brno, docierając do ćwierćfinału, w którym przegrał z Tigranem Petrosjanem Moskwa. W sezonie 1991/1992 zespół przegrał w pierwszej rundzie Pucharu Europy z Poljotem Czelabińsk. W 1996 roku Wasa SK spadł z Elitserien. W 1999 roku klub powrócił do pierwszej ligi szwedzkiej. W 2003 roku klub ponownie spadł do drugiej ligi. W 2004 roku Wasa SK powrócił do Elitserien. W sezonie 2007/2008 nastąpił ponowny spadek. Ponownie w Elitserien klub grał w sezonie 2009/2010, kończąc go spadkiem. W 2012 roku klub spadł z Superettan. W sezonie 2016/2017 zespół powrócił na drugi poziom rozgrywkowy, a rok później awansował do Elitserien. Sezon 2018/2019 klub zakończył wicemistrzostwem kraju, ulegając jedynie Lunds ASK. W 2023 roku zespół uzyskał czwarte miejsce, a w kolejnym sezonie ponownie zdobył wicemistrzostwo.

## Arcymistrzowie w historii klubu
- Bassem Amin[18]
- Juan Manuel Bellón López[18]
- Emanuel Berg[19]
- Pia Cramling[18]
- Grigor Grigorow[20]
- Ferdinand Hellers[21]
- Ņikita Meškovs[22]
- Aleksiej Szyrow[18]
- Tom Wedberg[18]